# Годы (телесериал)
«Годы» (англ. Years and Years) — британский драматический телесериал-антиутопия, созданный Расселлом Ти Дейвисом. Действие происходит между 2019 и 2034 годами. Сериал состоит из шести серий и рассказывает о жизни семьи Лайонс, которая становится свидетелем глобальных мировых событий и прихода к власти Вивьен Рук, британской бизнесвумен, ставшей политиком-популистом, чьи противоречивые взгляды приводят к расколу нации. Сериал является совместным продуктом BBC и HBO, его премьера состоялась 14 мая 2019 года на BBC One и 24 июня 2019 года на канале HBO. Эмма Томпсон исполнила роль Рук, в свою очередь Рассел Тови, Рори Киннир, Т’Ниа Миллер, Рут Мэдли, Энн Рид и Джессика Хайнс сыграли членов семьи Лайонс.
Сериал получил высокие оценки за сценарий, образы персонажей и исследование современных политических проблем в антиутопическом будущем. Он заработал три номинации на 10-й церемонии вручения телевизионной премии «Выбор критиков» в категориях «Лучший мини-сериал», «Лучшая мужская роль второго плана в фильме/мини-сериале» (Тови) и «Лучшая женская роль второго плана в фильме/мини-сериале» (Томпсон).

## Сюжет
15 лет из жизни семьи Лайонс на фоне экономических, политических и технологических преобразований. Отправная точка всех событий — 2019 год.

## Актёры и персонажи

### В главных ролях
- Рори Киннир — Стивен Лайонс, финансовый консультант, который живёт в Лондоне со своей женой Селестой и двумя дочерьми. Старший брат Дэниела, Рози и Эдит.
- Рассел Тови — Дэниел Лайонс, служащий по жилищным вопросам. Брат Стивена, Рози и Эдит.
- Джессика Хайнс — Эдит Лайонс, политический активист. Сестра Дэниела, Стивена и Рози.
- Рут Мэдли — Рози Лайонс, мать-одиночка двоих сыновей. Родилась с расщеплением позвоночника. Работает в школьной столовой. Младшая сестра Дэниела, Стивена и Эдит.
- Т’Ниа Миллер — Селеста Бисм-Лайонс, бухгалтер и жена Стивена.
- Энн Рид — Мюриел Дикон, бабушка братьев и сестер Лайонс.
- Эмма Томпсон — Вивьен Рук, харизматичная и неоднозначная бизнес-леди, ставшая политиком.

### Второстепенный состав
- Дино Фетчер — Ральф Казинс, бывший муж Дэниела Лайонса, учитель начальных классов.
- Макс Болдри — Виктор Горая, украинский беженец, у которого завязываются романтические отношения с Даниэлем.
- Лидия Уэст — Бетани Бисм-Лайонс, старшая дочь Стивена и Селесты, которая идентифицирует себя как трансчеловек.
- Джейд Эллейн — Руби Бисм-Лайонс, младшая дочь Стивена и Селесты.
- Шарон Дункан-Брюстер — Фрэн Бакстер, сказочница и активист. Подруга Дэниела Лайонса. В дальнейшем девушка Эдит.

## Эпизоды
| № | Название  | Режиссёр            | Автор сценария    | Дата премьеры | Зрители Великобритании (млн) |
| --- | --------- | ------------------- | ----------------- | ------------- | ---------------------------- |
| 1 | «Серия 1» | Саймон Селлан Джонс | Расселл Ти Дейвис | 14 мая 2019   | 4,26                         |
| 14 мая 2019 года бизнес-леди Вивьен «Вив» Рук вызывает скандал, заявив на политических теледебатах «Вопрос времени», что ей «наплевать» на израильско-палестинский конфликт. Тем временем Рози Лайонс рожает сына Линкольна. Дэниел Лайонс, её брат, беспокоится о состоянии мира и о том, каким будет будущее Линкольна. Действие переносится в 2024 год. За прошедшее время Дональд Трамп избирается на второй президентский срок, Китай строит искусственный остров и военную базу Хун Ша Дао в спорных водах, Дэниел женится на Ральфе, королева Елизавета умирает, Вив терпит неудачу в качестве независимого кандидата на всеобщих выборах 2022 года, а в Украине к власти приходит военное правительство, поддерживаемое Россией. Дэниел управляет лагерем беженцев, находящимся в ведении местного совета, где он завязывает отношения с Виктором, который бежал из Украины после того, как его как гея подвергли пыткам. Подросток Бетани рассказывает своим родителям, Стивену и Селесте, что она трансчеловек, к ужасу и неодобрению матери. Брак Дэниела и Ральфа трещит по швам, так как чувства Дэниела к Виктору заставляют его охладеть к мужу. Вив основывает политическую партию под названием «Партия четырёх звёзд», что является отсылкой к звёздочкам, которые использовались на телевидения для цензуры использования ею слова на букву «F». Рози идет на свидание с Тони, но уходит с отвращением после того, как узнаёт, что он занимается сексом с домашним роботом. На вечеринке в честь 92-го дня рождения бабушки Мюриэл Лайонс семья получает видеозвонок от Эдит Лайонс, которая находится во Вьетнаме, недалеко от Хун Ша Дао. В Великобритании начинают реветь сирены воздушной тревоги, приходит известие о том, что Трамп выпустил ядерную ракету по Хун Ша Дао. В последовавшей за этим суматохе Селеста говорит Бетани, что она может стать тем, кем захочет, отказавшись от неприятия амбиций Бетани, а Дэниел сбегает от Ральфа и своей семьи к Виктору, и они впервые занимаются сексом. |           |                     |                   |               |                              |
| 2 | «Серия 2» | Саймон Селлан Джонс | Расселл Ти Дейвис | 21 мая 2019   | 2,30                         |
| В 2025 году Эдит переживает ядерный удар по Хунг Ша Дао, но подвергается воздействию ядерных осадков. Она возвращается жить в Великобританию. Бетани, рассчитавшая полученную Эдит дозу радиации, понимает, что продолжительность жизни Эдит составляет десять лет, но Эдит предпочитает скрывать это от остальных членов семьи. Селеста теряет работу бухгалтера, будучи вытесненной искусственным интеллектом, и они со Стивеном вынуждены продать свой дом в Лондоне. Бетани, которой исполнилось восемнадцать лет, вживляет себе в руку кибернетические имплантаты, что является шагом к становлению трансчеловеком, и получает свою первую работу в качестве добытчика данных. Дэниел находится в процессе развода с Ральфом, и они с Виктором живут вместе как пара. Хотя Ральф не показывает виду, что переживает из-за разрыва, он тайком добивается депортации Виктора на Украину, сообщив в Министерство внутренних дел о том, что Виктор работает на заправочной станции, нарушая правила для просителя убежища. Рози и Эдит посещают предвыборные дебаты, на которых Вив Рук неожиданно приводит толпу в восторг. К ужасу Дэниела Рози становится сторонницей Рук. Стивен и Селеста продают свой дом, и после погашения ипотеки у них остается чуть больше 1,2 миллиона фунтов стерлингов. В ночь продажи вырученные деньги кладутся на банковский счет. В одночасье их деньги исчезают в результате банковской паники, вызванного крахом американского инвестиционного банка. Стивену, Селесте и их дочерям некуда идти, и они переезжают в большой, но обветшалый дом Мюриэл в Манчестере. Вив Рук избирается членом парламента на дополнительных выборах в Манчестере, а Рози поддерживает её. |           |                     |                   |               |                              |
| 3 | «Серия 3» | Саймон Селлан Джонс | Расселл Ти Дейвис | 28 мая 2019   | 1,29                         |
| В 2026 году банковский кризис приводит к рецессии. Вив Рук предлагает проводить национальный тест на IQ, и лишить права голоса на выборах всех, у кого IQ меньше 70. В Украине полиция приходит арестовать Виктора, но ему удаётся сбежать. В Украине вводят уголовную ответственность за гомосексуализм, поэтому Виктор решает нелегально попасть в Испанию и попросить убежища. Он бежит в Мадрид, и Дэниел навещает его, планируя подать заявление на испанское гражданство и жениться на Викторе. Эдит возвращается к активной деятельности, проникая в офис корпорации, связанной с сирийской диктатурой. Украденная ею информация становится достоянием гласности, что вызывает скандал, в результате которого корпорация закрывается. Бетани на работе заводит дружбу с Лиззи, ещё одним «трансчеловеком». Доступность саморазогревающихся готовых блюд оставляет Рози без работы. Стивен теперь работает на нескольких низкооплачиваемых работах и начинает роман со своей коллегой Элейн. Селеста узнает об этом, но ничего не предпринимает. Отец братьев и сестёр Лайонс умирает от заражения крови после того, как его сбил курьер на велосипеде. Братья и сестры посещают его аквапохороны. Там они знакомятся со Стивеном, сыном их отца от второй жены. Рози заявляет Эдит, что их отец ушел из семьи сразу после её рождения, потому что не мог смириться с ребёнком в инвалидном кресле. Бетани и Лиззи тайно едут в Ливерпуль для проведения кибернетической операции на чёрном рынке, используя 10 000 фунтов стерлингов, которые Стивен подарил ей на восемнадцатилетие. Бетани попадает в беду и звонит матери; выясняется, Лиззи поставили неисправный глазной имплантат. Селеста рада, что Бетани не пострадала, но позже она приходит в ярость от того, что Бетани потратила деньги впустую, когда семья находится в финансовом кризисе. На всеобщих выборах Партия четырёх звезд получает пятнадцать мест в парламенте, что позволяет Вив Рук определить соотношение сил между правительством меньшинства и оппозицией. Узнав результаты выборов, Стивен в приступе ярости сбивает на автомобиле велосипед своего коллеги-курьера, а его братья и сёстры наблюдают за происходящим. |           |                     |                   |               |                              |
| 4 | «Серия 4» | Саймон Селлан Джонс | Расселл Ти Дейвис | 4 июня 2019   | 2,17                         |
| 5 | «Серия 5» | Лиза Малкахи        | Расселл Ти Дейвис | 11 июня 2019  | 2,24                         |

## Производство
В октябре 2018 года было объявлено, что Эмма Томпсон присоединилась к актёрскому составу телесериала вместе с Рори Киннером, Т’Нией Миллер, Расселом Тови, Джессикой Хайнс, Лидией Уэст, Рут Мэдли и Энн Рид. Также было объявлено, что режиссёром сериала станет Саймон Селлан Джонс.
Съемки сериала начались в Манчестере 22 октября 2018 года и были завершены 17 марта 2019 года. Съемки также проводились в Траффорд Парк (сцены c лагерем беженцев) и в тренировочном лагере Altcar (Ливерпуль) (сцены с лагерем Эрстваил).

## Реакция
Сериал получил восторженные отзывы от критиков и зрителей. На сайте-агрегаторе рецензий Rotten Tomatoes проект имеет 89 % положительных критических рецензий. На сайте Metacritic сериал набрал 78 баллов на основе 24 рецензии.